# Chris Froome
Christopher Clive Froome OBE (* 20. května 1985) je britský profesionální silniční cyklista jezdící za UCI ProTeam Israel–Premier Tech. Narodil se v Keni, ale vyrůstal v Jihoafrické republice. V roce 2008 získal britský pas a občanství díky britskému původu svého otce a prarodičů. Od roku 2010 do roku 2020 jezdil za UCI WorldTeam Team Sky. Největším úspěchem jeho kariéry jsou čtyři celková vítězství na Tour de France, kde vyhrál v letech 2013, 2015, 2016 a 2017. Z akcí Grand Tours vyhrál též v letech 2011 a 2017 Vueltu a España.
Profesionálním silničním cyklistou se Froome stal v roce 2007 v týmu Konica Minolta. V letech 2008 a 2009 jezdil v týmu Barloworld. V roce 2010 přestoupil do týmu Sky a stal se jedním z klíčových závodníků týmu. Mezi elitní závodníky se dostal Froome celkovým druhým místem na závodě Vuelta a España 2011.
V roce 2012 absolvoval Tour de France v roli super domestika pro Bradley Wigginse, vyhrál 7. etapu a skončil celkově druhý za Wigginsem . Ve stejném roce také získal bronzovou medaili v časovce na olympijských hrách a skončil čtvrtý na španělské Vueltě. Svůj první etapový závod vyhrál na začátku roku 2013 v Ománu, následovalo vítězství na Critérium International, Tour de Romandie, Critérium du Dauphiné a Tour de France.
Následující rok 2014 obhájil titul na Kolem Ománu následovalo znovu vítězství Tour de Romandie. Po pádu nedokončil Tour de France, a poté obsadil druhé místo na Vueltě. V letech 2015, 2016 a 2017 se opět stal vítězem na Tour de France.

## Doping
V roce 2017 překročil ve španělské Vueltě povolený limit léku na astma.

## Hlavní výsledky
2005
- 1. v 2. etapě Kolem Mauricia

2006
- 1.  celkově Kolem Mauricia
- 2. na Anatomic Jock Race

2007
- 1.  celkově Kolem Bretaně
- 2. v časovce na Mistrovství světa kategorie B
- 3. v silničním závodě jednotlivců na afrických hrách

2008
- 2. celkově na Giro del Capo
- 4. celkově na Herald Sun Tour

2009
- 1. na Anatomic Jock Race
- 1. v 2. etapě na Giro del Capo

2010
- Mistrovství Británie – 2. v individuální časovce
- 5. v individuální časovce na hrách Commonwealthu

2011
- 2. celkově na Vueltě
Držel si  červený dres 11. etapu
- 3. celkově na Kolem Pekingu

2012
- 2. místo celkově na Tour de France
1. místo v 7. etapě
Držel červený dres v soutěži vrchařů v 8. etapě
- 3. místo  Letní olympijské hry 2012 v Londýně
- 4. místo celkově na Vuelta a España
- 4. místo celkově na Critérium du Dauphiné

2013
- 1. místo celkově  na Kolem Ománu
1. místo  v bodovací soutěži
1. místo v 5. etapě
- 1. místo celkově  na Critérium International
1. místo v 3. etapě
- 1. místo celkově  na Kolem Romandie
1. místo v úvodním Prológu
- 1. místo celkově  na Critérium du Dauphiné
1. místo v 5. etapě
- 1. místo celkově  na Tour de France
1. místo v 8., 15. a 17. etapě (časovka)
Drže l červený dres v soutěži vrchařů v 8. a v 15. až 19. etapě
- 2. místo celkově na Tirreno–Adriatico
1. místo v 4. etapě

3. místo  v týmové časovce na Mistrovství světa v silniční cyklistice 2013
2014
- 1. místo celkově  na Kolem Ománu
1. místo v 5. etapě
- 1. místo celkově  na Kolem Romandie
1. místo v 5. etapě (časovka)
- Critérium du Dauphiné
1. místo  v bodovací soutěži
1. místo v 1. (časovka) a 2. etapě
- 2. celkově na Vueltě
držitel trikotu  pro nejaktivnějšího jezdce
- 6. místo celkově na Kolem Katalánska
- 7. celkově v žebříčku UCI World Tour

2015
- 1. místo celkově  na Vuelta a Andalucía
1. místo  v bodovací soutěži
1. místo ve 4. etapě
- 1. místo celkově  na Critérium du Dauphiné
1. místo v 7. a 8. etapě
- 3. místo celkově  na Kolem Romandie
1. místo v 1. etapě (časovka)
- Tour de France
1. místo v 10. etapě
Držel  žlutý dres v celkové klasifikaci v etapách 4., 8.–
Držel  červený dres v soutěži vrchařů v etapách 11.–

#### Výsledky na Grand Tours
| Grand Tour      | 2008 | 2009 | 2010 | 2011 | 2012 | 2013 | 2014 | 2015 | 2016 | 2017 | 2018 | 2019 | 2020 | 2021 | 2022 | 2023 |
| --------------- | ---- | ---- | ---- | ---- | ---- | ---- | ---- | ---- | ---- | ---- | ---- | ---- | ---- | ---- | ---- | ---- |
| Giro d'Italia   | —    | 34   | DSQ  | —    | —    | —    | —    | —    | —    | —    | 1    | —    | —    | —    | —    | —    |
| Tour de France  | 83   | —    | —    | —    | 2    | 1    | DNF  | 1    | 1    | 1    | 3    | —    | —    | 133  | DNF  | —    |
| Vuelta a España | —    | —    | —    | 1    | 4    | —    | 2    | DNF  | 2    | 1    | —    | —    | 98   | —    | 114  |      |

| —   | Nestartoval     |
| DSQ | Diskvalifikován |
| DNF | Nedokončil      |